# 혼다 나리시게
혼다 나리시게(일본어: 本多成重, 1572년 ~ 1647년)는 아즈치모모야마 시대부터 에도 시대 초기까지의 무장, 다이묘이다. 에치젠 마루오카번 초대 번주. 도쿠가와씨의 가신.
혼다 시게쓰구의 장남이며 어머니는 도리이 다다요시의 딸이다. 나리시게는 후시미 성 전투에서 순직한 도리이 모토타다의 조카이기도 하다.
|  | 제1대 에치젠 마루오카번 번주 (혼다 사쿠자에몬가) 1613년 ~ 1646년 | 후임 혼다 시게요시 |